# Grande Coluna de Júpiter

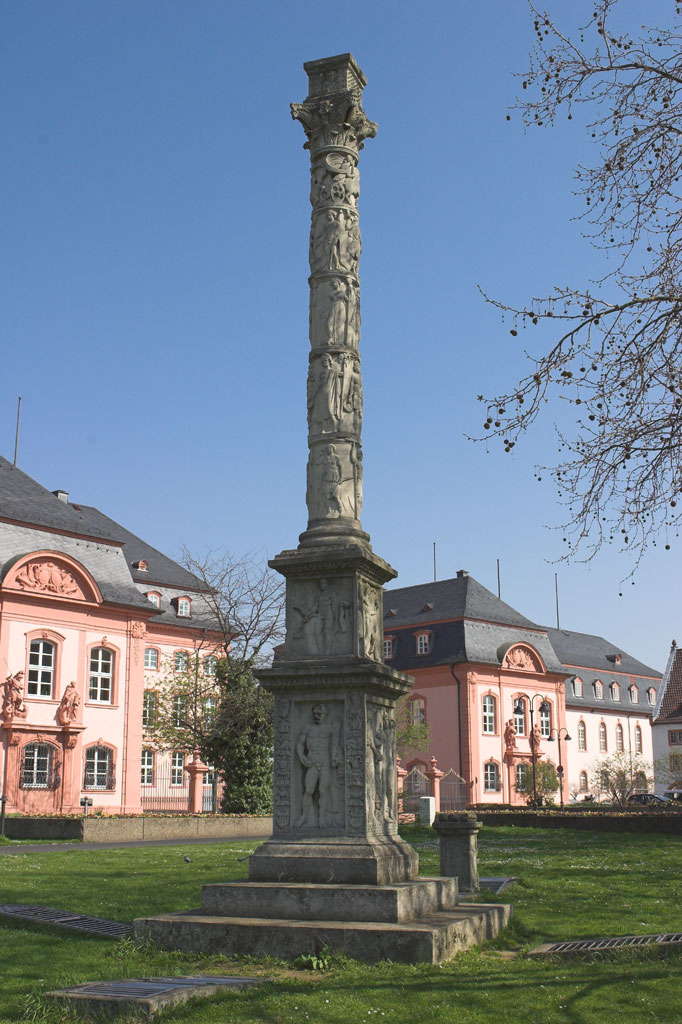
A Grande Coluna de Júpiter (cópia em frente ao Landtag Rheinland-Pfalz, Mainz)

A Grande Coluna de Júpiter (em alemão:  Große Mainzer Jupitersäule) é um monumento civil erguido na segunda metade do século I em Mogoncíaco (atual cidade de Mainz, Alemanha), em memória do deus romano Júpiter. É a mais antiga e maior e também mais detalhadamente trabalhada coluna de Júpiter encontrada na área de língua alemã. É padrão de outras colunas construídas na Germânia Inferior e Germânia Superior, principalmente nos séculos II e III. Foi destruída e seu restos achados em 1904/05. Atualmente seus restos reconstruídos estão na Steinhalle do Museu Nacional de Mainz. Cópias da Grande Coluna de Júpiter encontram-se em Mainz e também em Saalburg, Saint-Germain-en-Laye e em Roma.